# Генерал-Тошево (Ямбольська область)
Генера́л-То́шево (болг. Генерал Тошево) — село в Ямбольській області Болгарії. Входить до складу общини Тунджа.

## Населення
За даними перепису населення 2011 року у селі проживали 355 осіб, з них 350 осіб (99,4%) — болгари.
Розподіл населення за віком у 2011 році:
Динаміка населення: